# 亚洲雄风
《亚洲雄风》，张藜词，徐沛东曲，1990年北京亚运会歌曲，由刘欢、韦唯演唱。虽然它仅为第十一届亚运会的一首宣传曲，但它却也是该届亚运会所有歌曲中传唱最广泛、最受欢迎的一首，影响远远超过该届亚运的会歌《高举起亚运会的火炬》。

## 歌曲大事记
- 1989年春，1990年北京亚运会歌曲经过两轮创作、录制和筛选后，选取了《高举起亚运会的火炬》等十几首歌曲，经听审认为其中缺少易于传唱的作品，组委会决定在其基础上再组织创作一批歌曲。
- 具体负责第三轮亚运歌曲创作的中国广播音像出版社得到该曲曲作者徐沛东创作的曲子
- 中国广播音像出版社委约该曲的词作者张藜创作歌词，张藜创作歌词《亚洲雄狮》。
- 1989年8月，《亚洲雄狮》、《黑头发飘起来》、《不要说再见》等新一批创作的亚运歌曲在中央电台大一录音棚进行第一次录音。后专家审听认为“雄狮”一般喻指中国，过于凸显亚运主办国的自我色彩，要求修改歌词。张藜接到修改的意见后将歌名及歌词中“雄狮”改为了“雄风”。
- 1990年元旦，《亚洲雄风》成为元旦晚会上的演出曲目，之后迅速红遍大江南北。

## 歌曲欣赏
- 音频欣赏：文明网（页面存档备份，存于）
- 视频欣赏：央视网